# Литва на Европейских играх 2019
На Европейских играх 2019 в Минске Литва была представлена в 15-ти видах спорта. За страну выступали 79 спортсменов.

## Медали
| Золото  |                                    |                                              |         |
| №       | Спортсмены                         | Вид спорта (дисциплина)                      | Дата    |
| 1       | Симона Крупецкайте                 | Велоспорт (Кейрин, женщины)                  | 28 июня |
| 2       | Роберт Творогал                    | Спортивная гимнастика (Перекладина, мужчины) | 30 июня |
| Серебро |                                    |                                              |         |
| №       | Спортсмены                         | Вид спорта (дисциплина)                      | Дата    |
| 1       | Симона Крупецкайте Мигле Марозайте | Велоспорт (Командный спринт, женщины)        | 27 июня |